# Barkasjön
Barkasjön är en sjö i Marks kommun i Västergötland och ingår i Viskans huvudavrinningsområde. Sjön har en area på 0,074 kvadratkilometer och ligger 106 meter över havet.

## Delavrinningsområde
Barkasjön ingår i det delavrinningsområde (636504-129791) som SMHI kallar för Mynnar i Viskan. Medelhöjden är 90 meter över havet och ytan är 29,62 kvadratkilometer. Det finns ett avrinningsområde uppströms, och räknas det in blir den ackumulerade arean 70,57 kvadratkilometer. Hornå som avvattnar avrinningsområdet har biflödesordning 2, vilket innebär att vattnet flödar genom totalt 2 vattendrag innan det når havet efter 27 kilometer. Avrinningsområdet består mestadels av skog (76 procent). Avrinningsområdet har 1,71 kvadratkilometer vattenytor vilket ger det en sjöprocent på 5,8 procent. Bebyggelsen i området täcker en yta av 0,52 kvadratkilometer eller 2 procent av avrinningsområdet.